# Kınık Höyük (Niğde)
Kınık Höyük is een archeologische vindplaats in Turkije in de provincie Niğde
Er zijn sinds 2011 opgravingen door een Italiaans-Turks-Amerikaanse ploeg. Er was een citadel van rond de 180 m in diameter. Geomagnetische data lieten op enige diepte een ovale omcirkeling zien, waarschijnlijk een oude stadsmuur. In de bergen dicht bij de stad zijn rotsreliëfs, zoals het İvriz-relief, uit de neo-Hettitische tijd die verwijzen naar de vorsten van een vorstendom dat (Luwisch) Tuwana genoemd werd. Het komt waarschijnlijk overeen met Hettitisch Tuwanuwa.

## Strata
| Stratum    | Periode        | Datering            |
| ---------- | -------------- | ------------------- |
| Kınık I    | Middeleeuwen   |                     |
| ...        |                |                     |
| Kınık II   | Hellenistisch  | 4e - 1e eeuw v.Chr. |
| Kınık III  | Achaemenidisch | 6e - 4e eeuw        |
| Kınık IV   | Laat IJzer     | 7e - 6e eeuw        |
| Kınık V    | Midden IJzer   | 9e - 8e eeuw        |
| Kınık VI   | Vroeg IJzer    | 11e - 10e eeuw?     |
| Kınık VII? |                |                     |